# Пакаринен, Ханна
О финском актёре и певце 1950-х годов см. статью Эса Пакаринен
Ханна Хэлена Пакаринен (фин. Hanna Helena Pakarinen; р. 17 апреля 1981, Лаппеэнранта, Финляндия) — финская певица, представлявшая Финляндию на конкурсе «Евровидение-2007» с песней «Leave Me Alone».

## Биография
Ханна родилась в Восточной Финляндии неподалёку от границы с Россией. Начало своей карьеры Пакаринен провела, выступая ночью в местных рок-группах. Популярность финской певицы возросла после того, как она в 2004 году заняла первое место в финском музыкальном телешоу Idols. После этого успеха Ханна подписала контракт со звукозаписывающей компанией Sony BMG (ныне — Sony Music Entertainment), которая и предложила кандидатуру Пакаринен на «Евровидение 2007» от Финляндии. В финале песенного конкурса певица набрала 53 балла и заняла 17-е место из 24.
К 28 годам Ханна является наиболее продаваемой англоязычной исполнительницей в Финляндии, она собирает огромные концерты и даже после её золотых, платиновых альбомов и бесчисленных синглов, она продолжает свой музыкальный рост: в своем новом альбоме «Lovers», в который вошла её конкурсная песня «Leave Me Alone», большинство песен написано ею самой, а в 2009 году вышел и новый альбом Ханны Love in a Million Shades.

## Дискография

### Альбомы
- When I Become Me (2004 — FIN #2)
- Stronger (2005 — FIN #2)
- Lovers (2007 — FIN #3)
- Love in a Million Shades (2009 — FIN #7)
- Paperimiehen Tytär (2010 — FIN #9)
- Olipa kerran elämä (2013 — FIN #9)
- Synnyin, elän, kuolen (2016)

### Синглы
- «Love is Like a Song» (2004 — FIN #1)
- «Fearless» (2004, промо)
- «How Can I Miss You» (2004, промо)
- «When I Become Me» (2005, промо)
- «Kiss of Life» (2005 — FIN #4)
- «Stronger Without You» (2005)
- «Damn You» (2005, промо)
- «Go Go» (2007 — FIN #13)
- «Leave Me Alone/Tell Me What To Do» (2007 — FIN #11)
- «Hard Luck Woman» (2007, промо)
- «Black Ice» (2007, промо)